# Salomon Trismosin

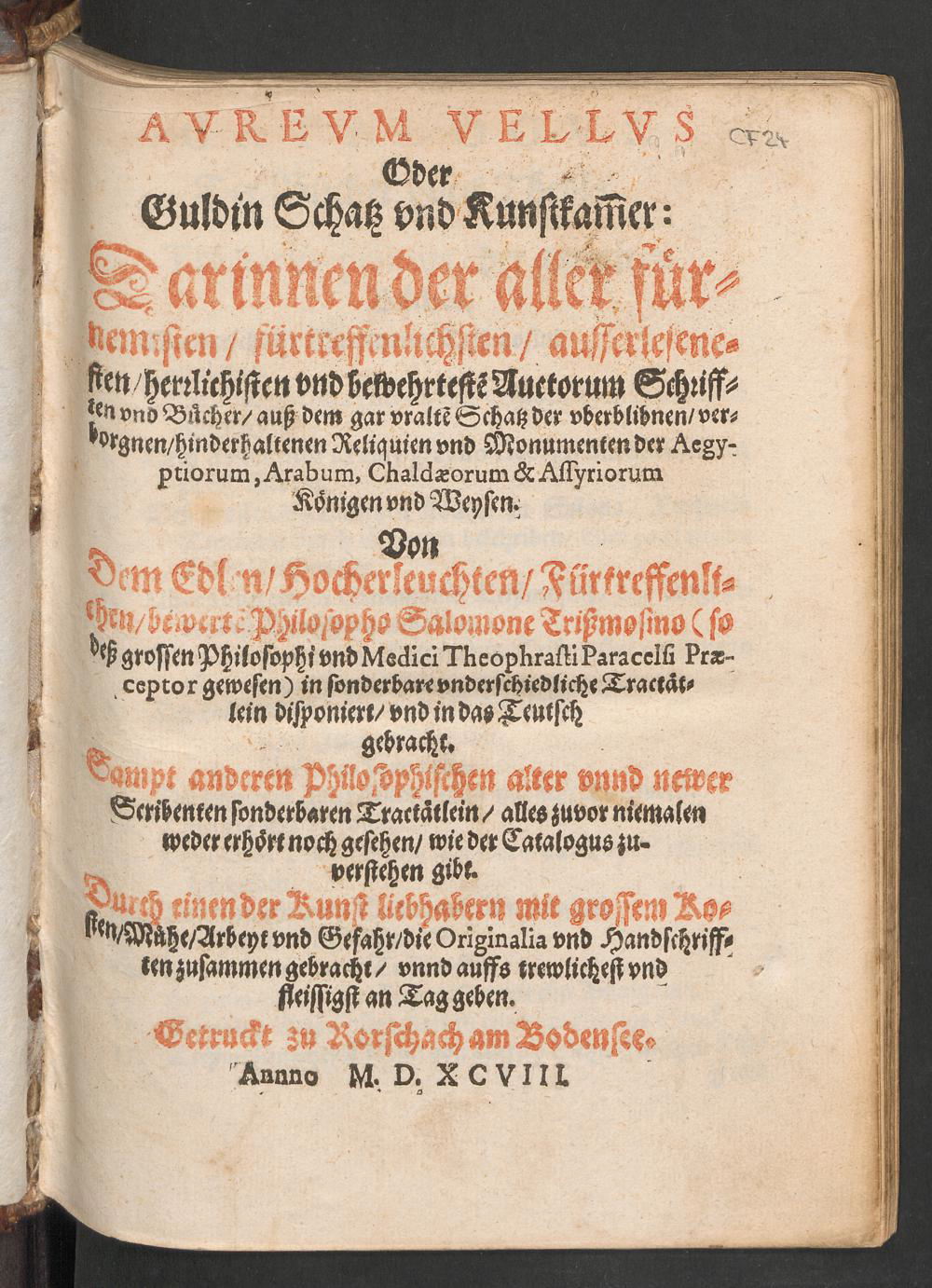
Aureum vellus titelblad

Salomon Trismosin is een onduidelijk figuur die verbonden is met enkele alchemistische teksten uit de zestiende eeuw. Vermoedelijk leefde hij in diezelfde eeuw. De teksten zijn de zeer allegorische Splendor Solis en vele traktaten die opgenomen zijn in de Aureum vellus oder Guldin Schatz und Kunstkammer ('gulden vlies of gouden schat en kunstkamer'). Van laatstgenoemde verschenen de eerste twee traktaten gezamenlijk in 1598, maar een noot van de drukker geeft aan dat er nog een derde traktaat bij zou moeten. Dat volgde in 1599 alsnog, waarin tevens de eerste druk van de Splendor solis was opgenomen. Het titelblad van de Aureum vellus geeft aan dat de 'edele en voortreffelijke' filosoof Trismosin verantwoordelijk is voor de editie, en dat hij de leraar van de welbekende Paracelsus was. 
Niets over zijn leven is echter met zekerheid bekend, en hij was niet de leraar van Paracelsus. Het zou om een pseudoniem van één persoon kunnen gaan.
1. ↑  Coudert, in Hanegraaff 2006, p. 48.
2. ↑  Zie de edities: Solomon Trismosin, Splendor Solis, ed. Julius Kohn, London: Kegan Paul, 1920; Salomon Trismosin, Splendor Solis, transl. J. Godwin, Grand Rapids: Phanes Press, 1991.
3. ↑  Buntz, in Hanegraaff 2006, p. 40.